# Музей-вагон злуки УНР та ЗУНР

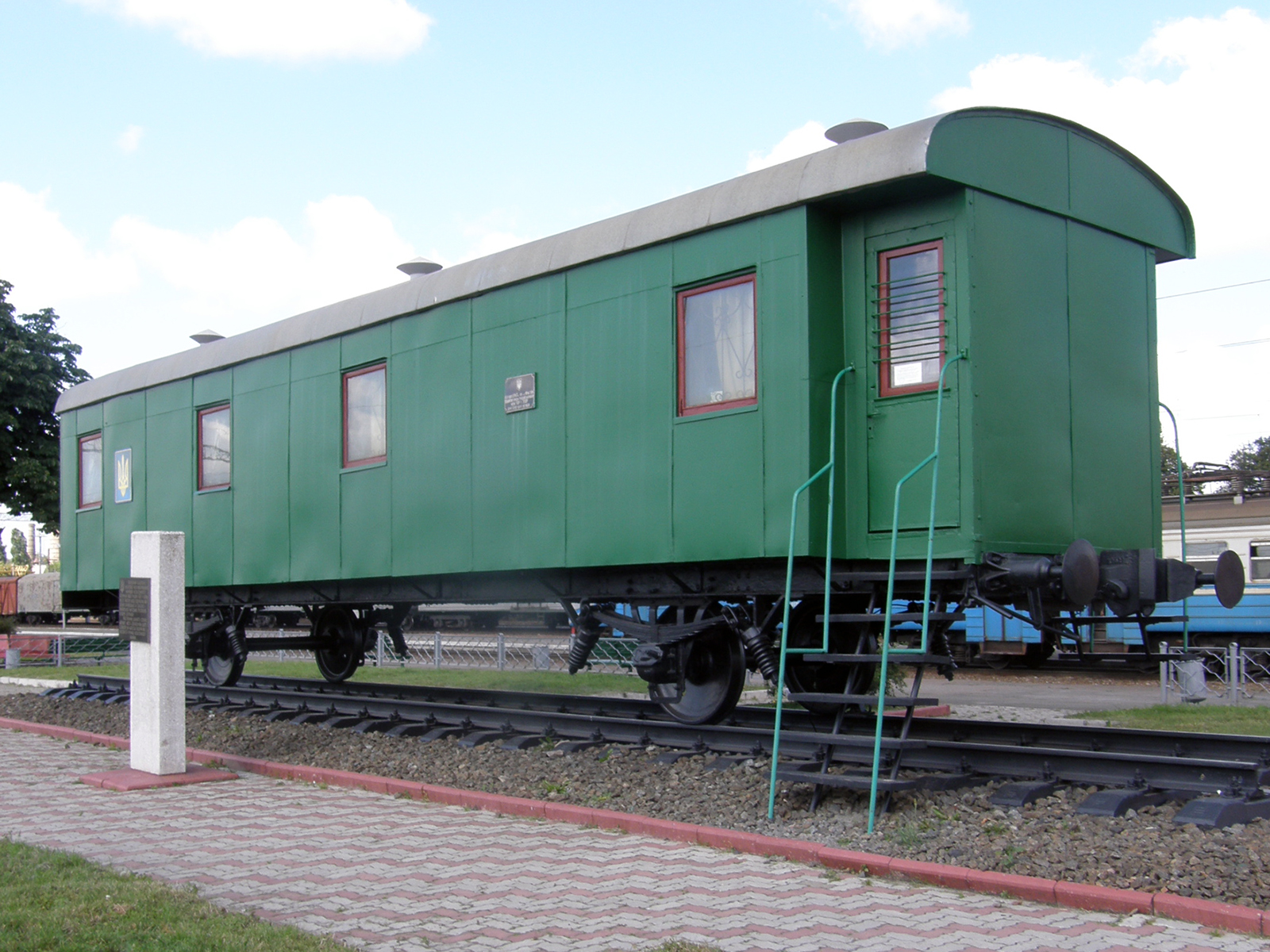

Музей-вагон злуки УНР та ЗУНР, також Петлюрівський вагон — розташований у Фастові  поруч із будівлею Фастівського залізничного вокзалу.
Вагон установлений у 1993, а музей відкрито у 2001.
Директор музею — Едуард Мондзелевський, історик, голова Фастівського міського осередку «Просвіта» ім. Т. Г. Шевченка.
Музей відображає історичний період, коли Україна у грудні 1918 року, підписала акт злуки Української Народної Республіки та Західно-Української Народної Республіки. Ця подія відбулася саме на залізничній станції Фастів.
Вхід до музею безкоштовний.